# Nikki Gordon-Bloomfield
Nichola Harriet Bloomfield, conocida como Nikki Gordon-Bloomfield (Great Yarmouth, 1 de noviembre de 1979) es una música inglesa, presentadora y periodista. Es más conocida por la web y el canal de videos Transport Evolved de YouTube.
Es una activa divulgadora de los coches eléctricos y ha sido propietaria de varios.

## Educación
Nikki Gordon-Bloomfield asistió a la escuela de música Guildhall School of Music and Drama entre 1998 y 2002, donde se formó como oboísta clásica.
Mientras estudiaba en la escuela de música grabó en el disco de Julia Usher el tema A Reed in the Wind for solo donde tocó el oboe y cantó en el tema Sacred Physic.

## Carrera
Después de su graduación en 2002 trabajó varios años como profesora de música. A continuación trabajó seis meses en 2005 como editora de discos de las revistas Future PLC y la revista Mac Format a las órdenes del editor Graham Barlow.
Más adelante volvió a la enseñanza trabajando como tutora musical freelance y música.
Entre 2004 y 2006 trabajó con el artista de cómics web Jenn Dolari produciendo canciones para el webcomic Closetspace que trata de una chica transgénero llamada Carrie Terrell. Nikki compuso cuatro canciones y las cantó dándole voz a Carrie.
En 2008 Nikki apareció en la serie de podcast llamada Nikki Drives y en 2009 dejó de enseñar música para iniciar una carrera en los pódcast con el llamado The Evcast donde hizo divulgación de los coches eléctricos. Entre sus invitados habituales estaban  Robert Llewellyn, Chelsea Sexton y Michael Boxwell.
En diciembre de 2009 lanzó su segundo podcast, This Week in Energy que presentó junto a Bob Tregilus.
El programa se hacía en vivo los miércoles y trataba las noticias en el mundo de la energía centrándose en la energía renovable y el ahorro de energía. Entre sus invitados notables estuvieron el doctor Kiki Sanford, Camille Ricketts, y Pilgrim Beart.
Fundó la compañía LittleCollie.ltd.
En mayo de 2010 dejó de trabajar para el programa del sábado de The EVcast aduciendo que iba a adoptar una niña y no tenía tiempo para el podcast.
En junio de 2010 inició un nuevo podcast llamado Transport Evolved con Michael Boxwell y Mark Hunter con el objetivo de explicar la tecnología que hace a los coches más limpios, más verdes e inteligentes.
En la actualidad Transport Evolved LLC produce una web y un canal de YouTube dedicados al transporte sostenible. En 2017 el equipo lo formaban Nikki Gordon-Bloomfield, Mark Chatterley y Kate Walton-Elliott.
Fue escritora colaboradora en Green Car Reports.

## Vida personal
Se define como adicta al trabajo, loca por los coches antiguos y las motos, admiradora de la tecnología y precoz adoptadora de lo nuevo. Optimista, sonriente, locuaz y verborreica. A veces recibe quejas por hablar demasiado rápido.
Es capaz de instalar servidores informáticos y programar en lenguajes como Perl.
Nikki Gordon-Bloomfield es abiertamente lesbiana desde que lo hizo público en la universidad.
Apoya y hace campañas a favor del movimiento LGBT y la diversidad de las culturas basadas en la sexualidad y la identidad de género,.
Tras vivir cinco años en pareja se casó con Kathryn Gordon en agosto de 2009.
Compuso los apellidos de las dos y pasó a apellidarse Gordon-Bloomfield.
La pareja adoptó dos niñas.
En 2015 la pareja se mudó de Bristol, Reino Unido a Hillsboro, Oregón, Estados Unidos.
En enero de 2019 obtuvo la nacionalidad estadounidense.

## Vehículos
Fue propietaria de:
- 1965 Morris Minor 2 puertas ranchera.

- Morris Minor 1.8L Traveller.

- 2004 Toyota Prius

- Volvo 240.[13]

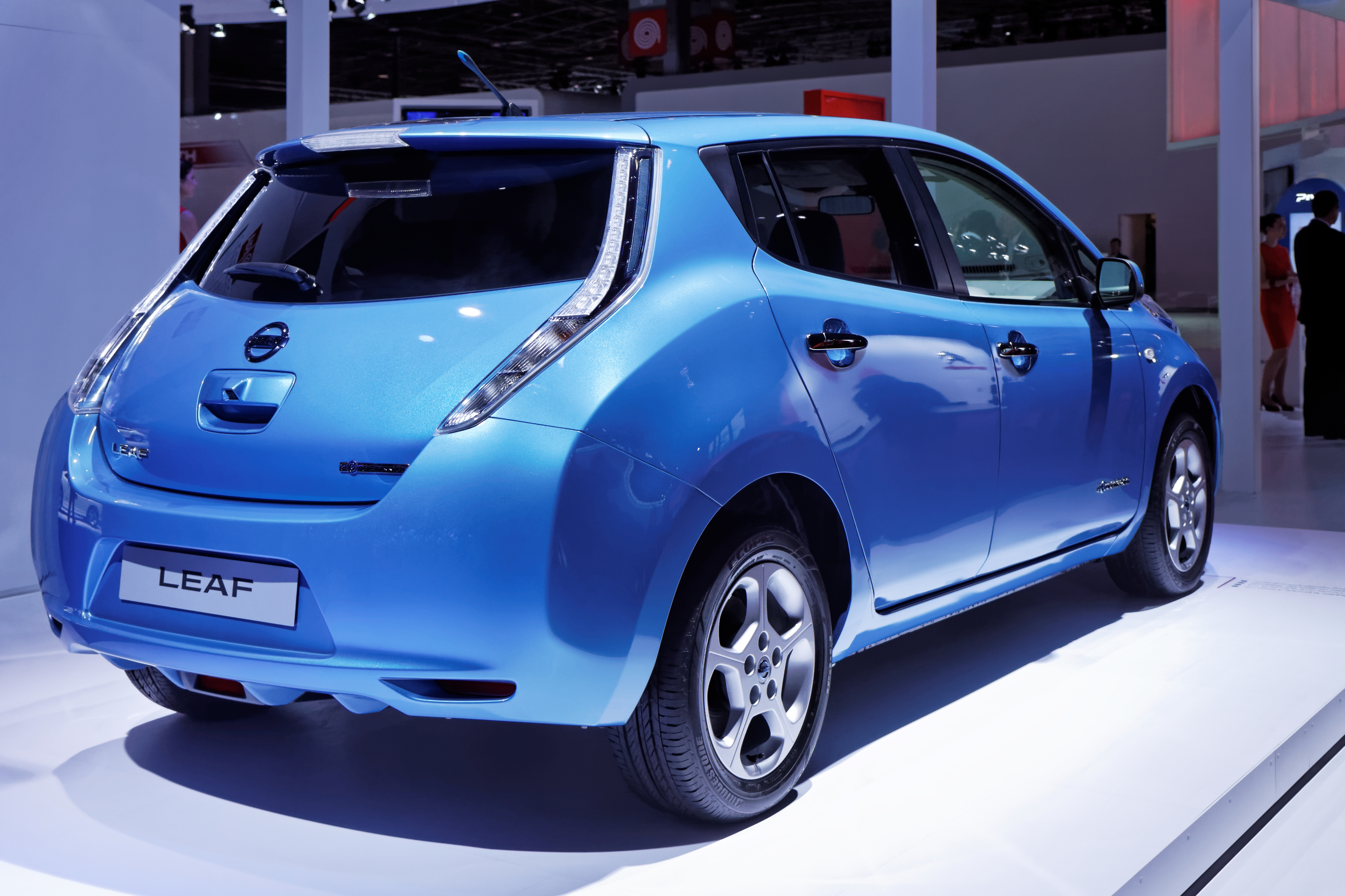
Nissan Leaf

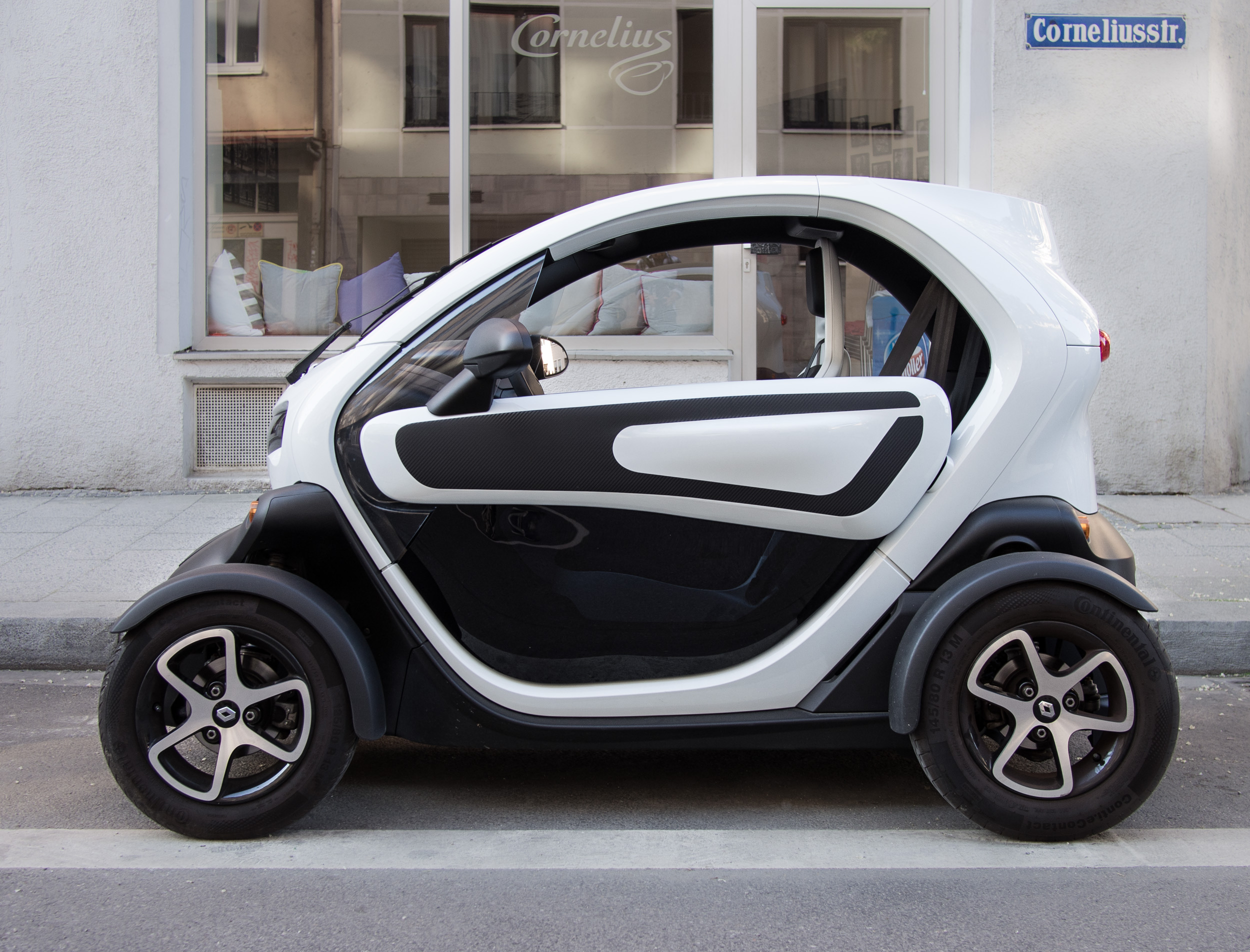
Renault Twizy

Ha sido propietaria de varios vehículos eléctricos y ha realizado modificaciones y conversiones de vehículos convencionales a eléctricos.
- 1998 City El The Flying Banana. Triciclo monoplaza eléctrico.
- 2006 Sakura Pedalec Electric Scooter/Bike. Ciclomotor eléctrico.
- 2004 Toyota Prius. Lo convirtió en enchufable. En 2009 se añadieron dos baterías adicionales. En junio de 2009 una batería explotó y el coche se declaró siniestro total y fue achatarrado.[14]
- 2011 Nissan LEAF. Lo compró nuevo y le hizo 132 000 km. Lo vendió en 2015 cuando se mudó a Estados Unidos.[15]
- Ego Helio (Ego Cycle 2). Ciclomotor eléctrico que vendió a los 10 días por encontrarlo lento y peligroso.[16]
- 1984 Volkswagen CityStromer (Golf Mk II). Uno de las dos unidades eléctricas producidas para pruebas en el mercado alemán.[17]
- 2002 REVA (G-Wiz). Vehículo eléctrico de dos plazas.[18]
- 2013 Renault Twizy. Cuadriciclo eléctrico.[10]
- 2013 Nissan LEAF. En agosto de 2015 lo compró de segunda mano con 51 000 km en Oregón, Estados Unidos.[19] En agosto de 2019 el coche tenía 140 000 km, había perdido 2 barras de capacidad y recorría 80 km cada día.[20] En diciembre de 2019 lo vendió con 146 000 km y 9 barras de capacidad de batería.[21]
- 2017 Chevrolet Bolt LT. En 2017 lo compró usado.
- 2017 Chevrolet Bolt. En diciembre de 2019 compró un segundo Bolt usado con 114 000 km para reemplazar el Nissan Leaf de 2013.

## Premios y reconocimientos
En septiembre de 2019 recibió el premio EV Marketing/Awareness Award de la organización Plug In America.
En octubre de 2019 recibió una placa de Youtube al superar los 100 000 suscriptores en su canal Transport Evolved.